# Mucurilebias leitaoi
Mucurilebias leitaoi ist ein Saisonfisch aus der Familie Rivulidae und gehört zur Gruppe der Eierlegenden Zahnkarpfen. Diese Art ist die einzige Art ihrer Gattung, wurde seit 1988 aber nicht mehr wiedergefunden. Sie war nur von einem einzigen temporären Gewässer nahe dem Rio Mucuri im dichten Regenwald an der brasilianischen Atlantikküste bekannt, welches durch das Abholzen des Waldes und die Nutzung dieser Fläche als Viehweide zerstört wurde.

## Merkmale
Die Männchen von Mucurilebias leitaoi weisen eine intensive rote Pigmentierung der Branchiostegalregion auf und besitzen einen schmalen bläulich-weißen Streifen am oberen Rand der Rückenflosse. Die Afterflosse der männlichen Tiere zeigt einen schmalen roten Streifen am unteren Rand. Ein weiteres Merkmal zur Unterscheidung von den anderen Arten des Tribus Cynopoecilini wird in der Morphologie der Augen und der lanzettlichen Schwanzflosse beschrieben.